# Estação Parque Albano
A Estação Parque Albano é uma estação de Veiculo Leve sobre Trilhos (VLT) localizada na Avenida J entre os bairros Conjunto Ceará, no município de Fortaleza e Parque Albano, munício de Caucaia, Brasil. Faz parte da Linha Oeste do Metrô de Fortaleza, administrado pela Companhia Cearense de Transportes Metropolitanos (Metrofor).
A estação foi inaugurada em 1985, entre as estações Conjunto Ceará e São Miguel.

## Características
Seguindo o modelo das demais estações da Linha Oeste a estação Parque Albano possui uma estrutura simples, composta por uma única plataforma central em alvenaria, coberta por um telhado de amianto sustentado por vigas de ferro localizadas ao centro da plataforma. Ao longo da estação estão distribuídos bancos de concreto e lixeiras.

Seu acesso é realizado por um bloco onde se localiza um pequeno bicicletário, catracas torniquetes para a saída e a bilheteria, onde após pagar o valor necessário tem acesso a uma rampa que da acesso a plataforma.